# Exconvento de Calpan
El exconvento de San Francisco de Asís de Calpan, construido en 1548 bajo la dirección de fray Juan de Alameda, está localizado en San Andrés Calpan, en el estado de Puebla, México. La importancia de este conjunto radica principalmente en la fachada del templo, que sumada a las cuatro capillas posas, constituyen uno de los conjuntos más notables del siglo XVI en México. Estas capillas, que fueron construidas ca. de 1555, muestran relieves tallados en piedra de escenas teológicas. Es considerada una joya de la arquitectura del virreinato. El convento se encuentra reconstruido parcialmente y de él se aprecia el portal de peregrinos, la capilla abierta y el claustro de dos niveles.
En 1994 el convento y las cuatro capillas, fueron declarados por la Unesco, como Patrimonio Cultural de la Humanidad.

## Datos generales

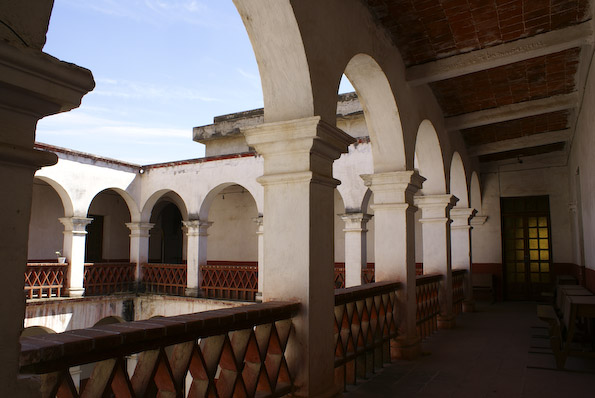
Vista del claustro

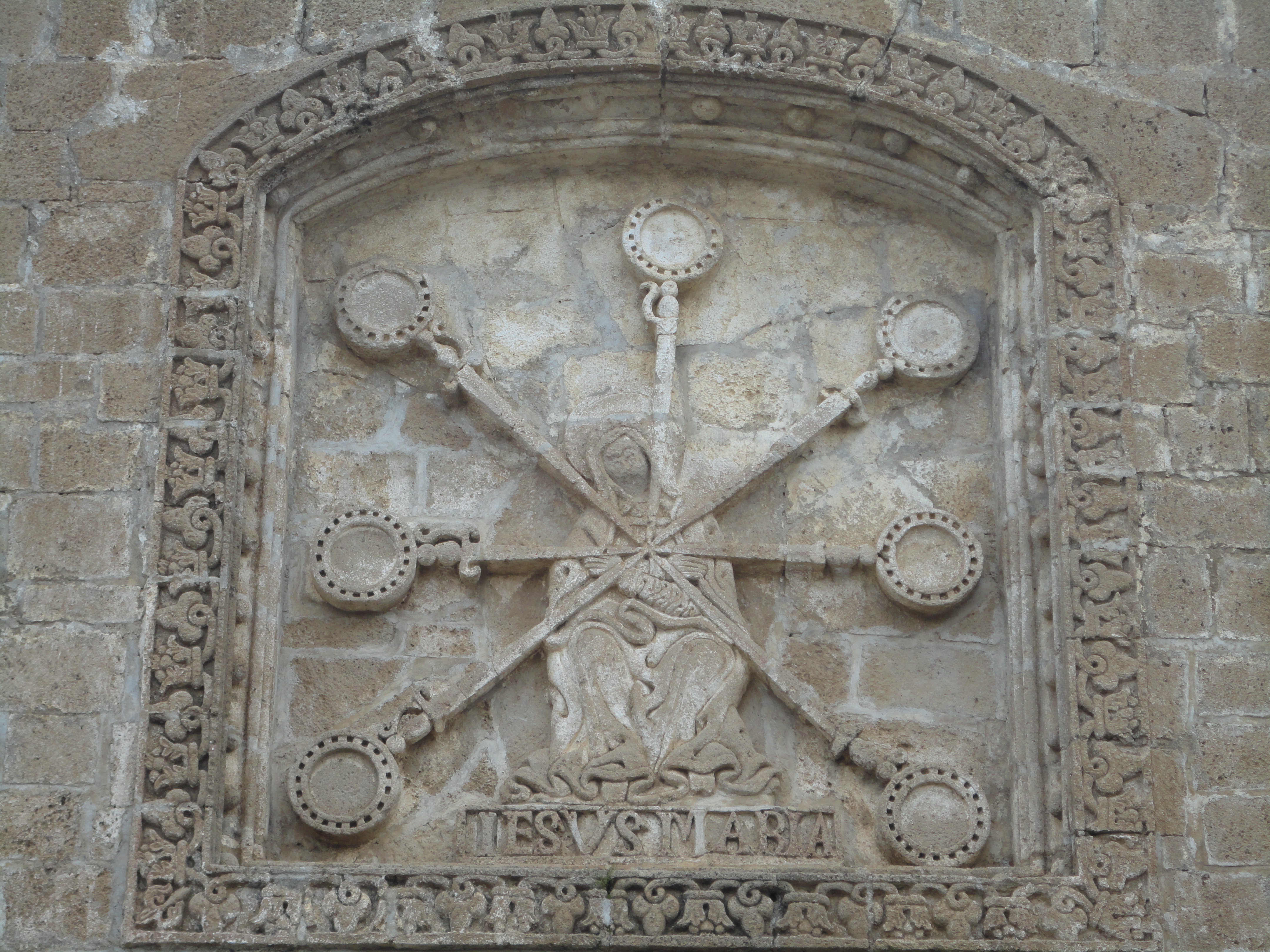
Escudo en otra capilla

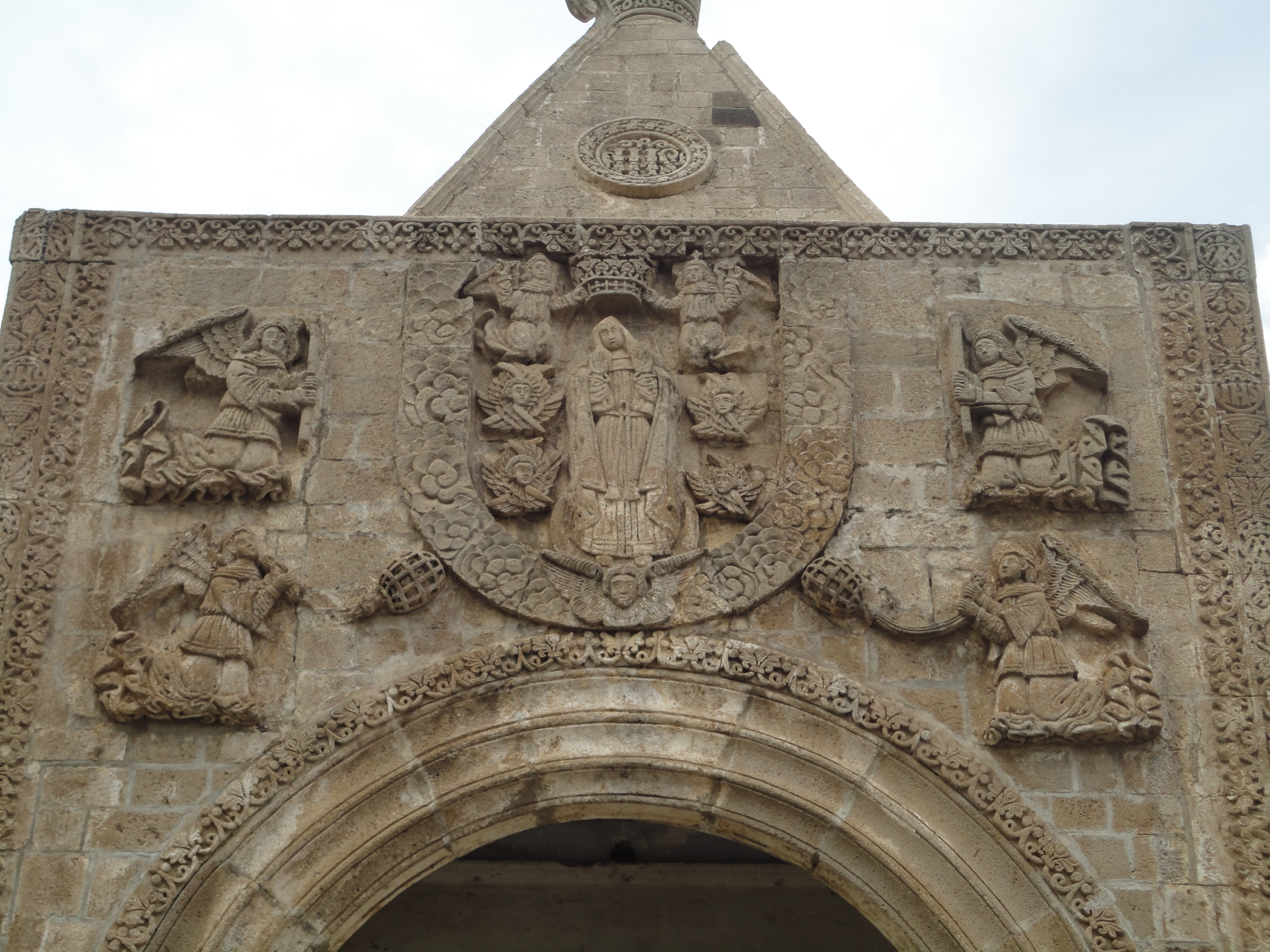
Diferente escena de una de las capillas

El antiguo convento franciscano de San Andrés, está ubicado en el municipio de San Andrés Calpan, a 22 km de la ciudad de Puebla de Zaragoza, capital del estado de Puebla. Su claustro y sus capillas posas, que datan del siglo XVI; con relieves simbólicos, los cuales hacia 1697 estaban consagrados a San Miguel.  Sobresalen las escenas de historia teológica, las estampas con imágenes, cordones, escudos, monogramas y gran variedad de motivos vegetales tallados en piedra de cantera
A la llegada de la orden franciscana en el siglo XVI construyeron el convento con materiales y métodos ancestrales, donde intervinieron la cal apagada en obra, pigmentos minerales, cera de abeja y baba del nopal. Cuenta con una cruz atrial que denota el arte tequitqui, símbolos franciscanos, muro almenado y una fachada propia de la arquitectura plateresca.
El interior es una sola nave, con pinturas religiosas, junto a la capilla se localiza lo que fue el convento. Desde 1994 es considerado como Patrimonio Cultural de la Humanidad por la Unesco.

## Fachada

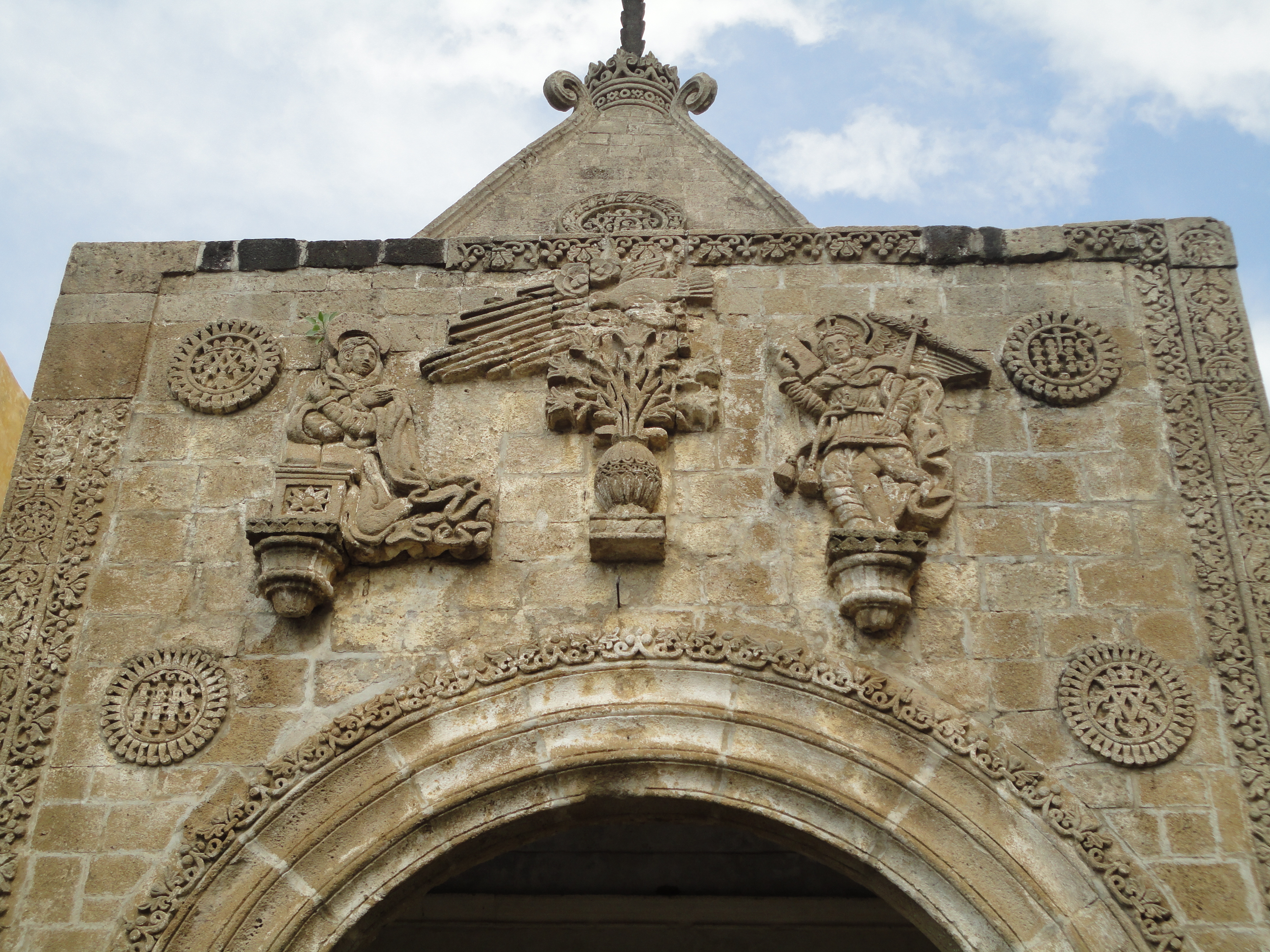
Una de las cuatro capillas posa

La fachada del templo es de estilo plateresco, compuesta de dos cuerpos. En el primero, el acceso muestra arco de medio punto sobre jambas tableadas, enmarcado por columnas candelabro y en las enjutas dos grandes ángeles sostienen una cartela con relieves que representan las cinco llagas de Jesucristo, símbolo de la orden franciscana. En el segundo, se encuentra la ventana coral bífora, enmarcada por el inconfundible cordón franciscano y coronada por una gran venera de especial manufactura, que a la vez remata la fachada. 
Es de mencionar que en el espacio inferior de la ventana destaca un bello relieve que representa la imagen de San Andrés. Sobresalen también los remates de las columnas, los cuales adquieren la forma del quiote de maguey.

## Capillas posas

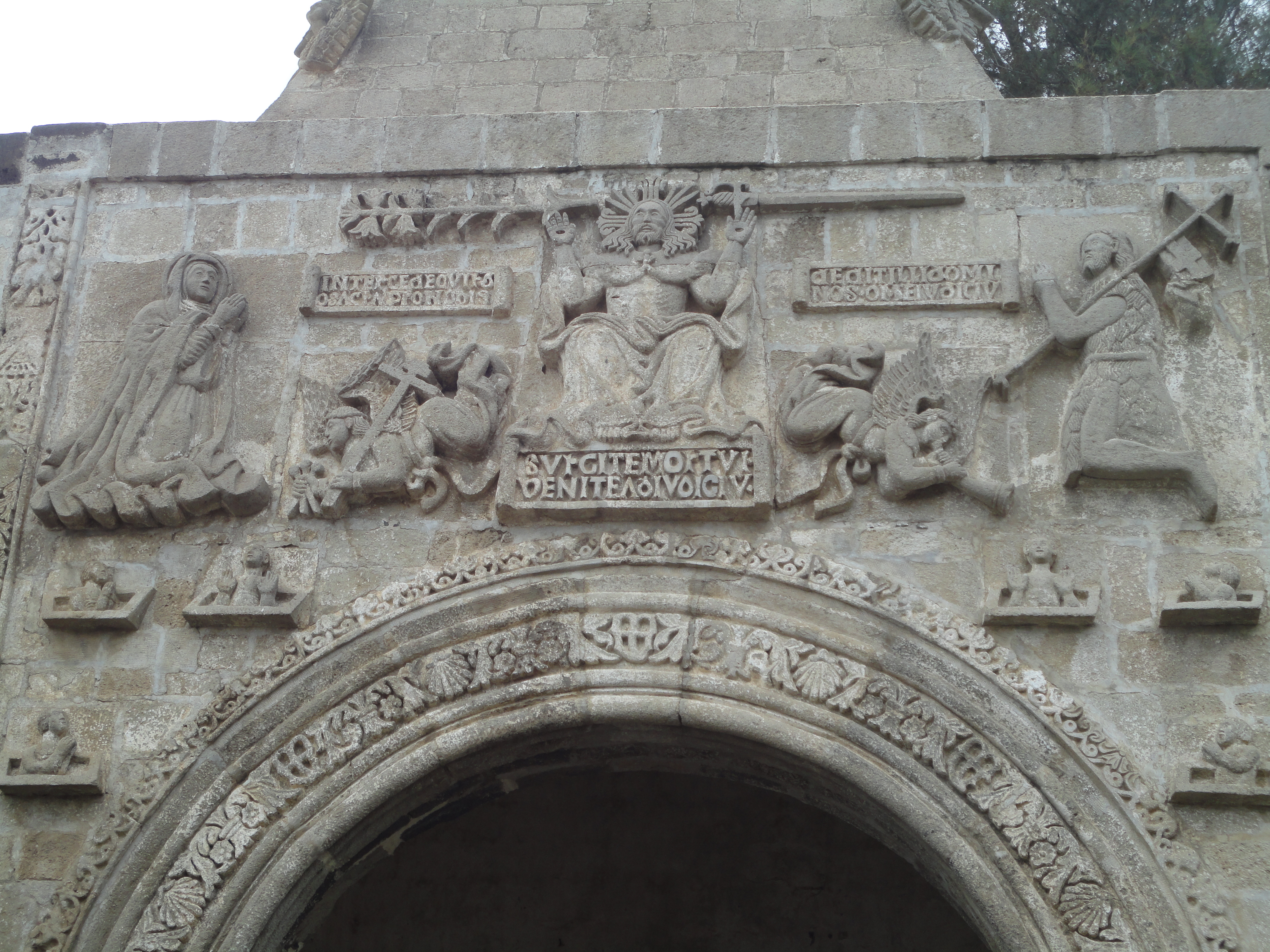
Muestra del tallado en cantera

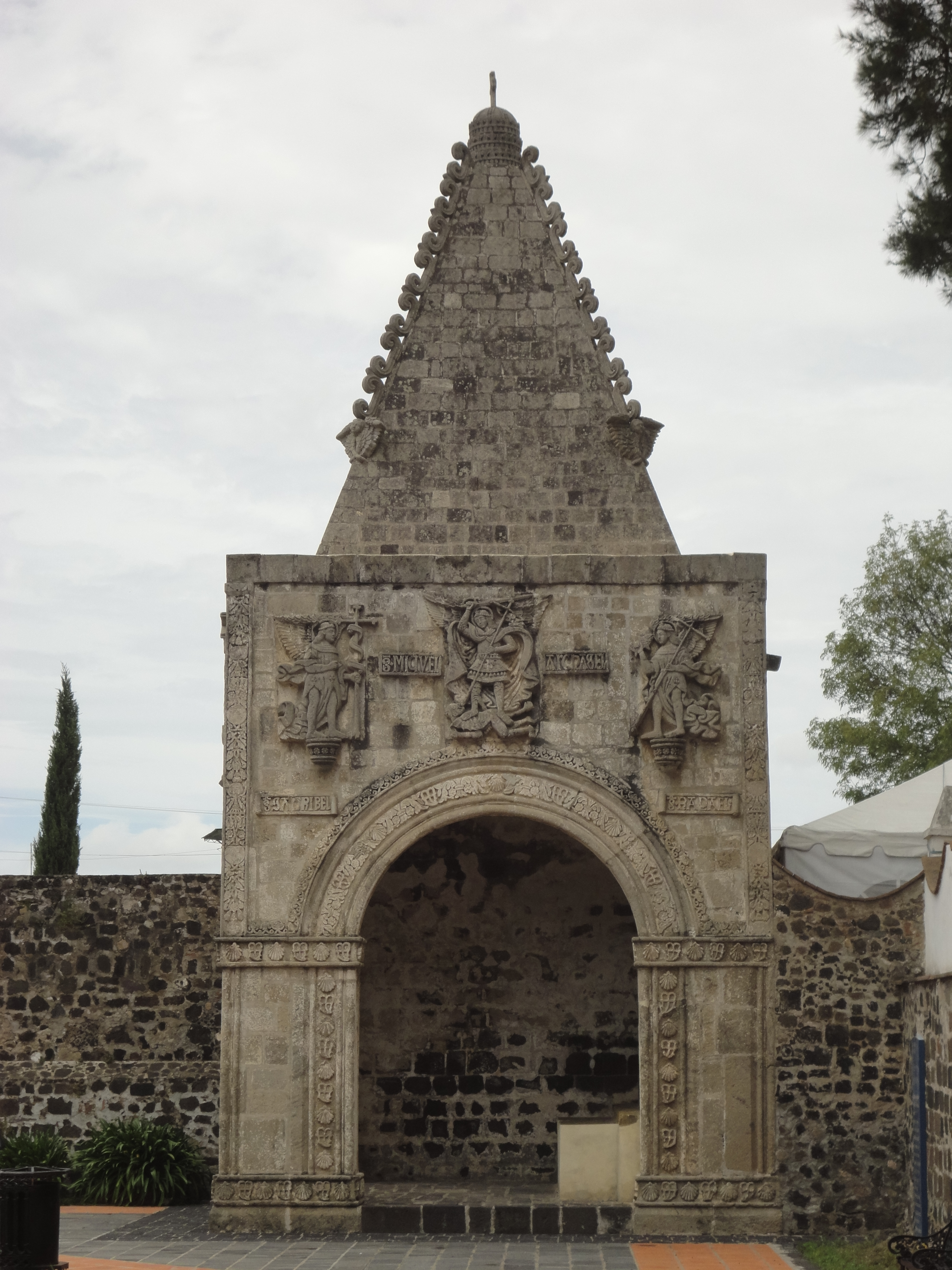
Detalle arquitectónico de capilla posa

Las capillas posas han sido consideradas por los historiadores de arte sacro, como las más importantes de América Latina. Lo sobresaliente de ellas, es la calidad del trabajo logrado por los nativos con la piedra de cantera. La calidad del tallado se considera exquisita. Estos mismos indígenas de Calpan, fueron después llevados a Puebla de Zaragoza, para trabajar con el tallado de la piedra, en la que iba a ser la Catedral de Puebla.
Las capillas posas estaban consagradas a San Miguel, a San Juan Evangelista, a la Asunción y a San Francisco. Todas ellas presentan una composición arquitectónica muy similar, variando únicamente en su diseño ornamental de gran valor artístico y cubierta. 
Son espléndidas por la abundancia y el primor de los trabajos en piedra; sobresalen las escenas de historias teológicas, así también estampas con imágenes, cordones, cartelas y gran variedad de motivos y relieves fitomorfos. La decoración se complementa con monogramas y escudos franciscanos.

## Interior del convento y reliquias sacras
El interior es bastante austero y su única nave se cubre con bóveda de cañón corrido, decorada con aparente artesonado. 
El presbiterio se delimita de la nave con un bello arco triunfal, cuya composición en cantera presenta monogramas y el cordón franciscano en relieve.
Destacan los bellos retablos neoclásicos y pinturas, además del interesante ciprés neoclásico dedicado a la Inmaculada Concepción y a San Andrés.
Sin embargo poca decoración original subsiste, salvo las pinturas que adornan las paredes y las bóvedas del convento. Todas las reliquias han sido saqueadas por vándalos, comerciantes de arte sacro clandestinos y personas nativas del poblado, que no tenían conocimiento del valor histórico de las piezas y lo que representaban para su comunidad y su identidad cultural. Actualmente solo se conserva una imagen de San Andrés Apóstol, patrono del municipio y cuya fiesta se celebra el 30 de noviembre, realizada con plumas de aves de diferentes colores, probablemente obra de los franciscanos.